# Augenblick (Zeitschrift)
Augenblick. Aesthetica, Philosophica, Polemica war eine zwischen 1955 und 1961 von Max Bense herausgegebene deutsche Literaturzeitschrift. Die Ausrichtung sollte die Veröffentlichung von Texten junger, linker und internationaler Autoren sein.
Im Augenblick erschienen Beiträge u. a. von:
- Jean Genet
- Eugen Gomringer
- Ludwig Harig
- Helmut Heißenbüttel
- Henri Michaux
- Francis Ponge
- Raymond Queneau
- Arno Schmidt
- Gabriele Wohmann

Ab dem 2. Jahrgang führte die Zeitschrift den Untertitel „Zeitschrift für aktuelle Philosophie, Ästhetik und Polemik“. Die Zeitschrift erschien vierteljährlich, wobei zu jedem Jahrgang ein Supplementband erschien:
- Jahrgang 1 (1955): Arno Schmidt: Kosmas oder Vom Berge des Nordens
- Jahrgang 2 (1956): Max Bense: Descartes und die Folgen
- Jahrgang 3 (1958): Francis Ponge: Einführung in den Kieselstein mit Zeichnungen von Hannelore Bendixen-Busse

Die letzten beiden Jahrgänge erschienen mit dem Untertitel „Zeitschrift für Tendenz und Experiment“ im Verlag der Augenblick, Siegen. 1961 wurde die Zeitschrift eingestellt. Die ersten 3 Jahrgänge liegen als Reprint vor.